# Красногвардейская (станция метро)
«Красногварде́йская» — станция Замоскворецкой линии Московского метрополитена. Расположена между станциями «Алма-Атинская» и «Домодедовская». Находится на территории района Зябликово Южного административного округа Москвы.

## История
Станция открыта 7 сентября 1985 года в составе участка «Орехово» — «Красногвардейская», после ввода в эксплуатацию которого в Московском метрополитене стало 128 станций. Названа по одноимённому району Москвы (ныне упразднённому).
В 1991 году станцию предлагали переименовать в «Зябликово».

## Вестибюли и пересадки
У станции имеется два подземных вестибюля. К северному вестибюлю с платформы ведет общая лестница, к южному вестибюлю — и лестница и эскалаторы. Четыре выхода на поверхность расположены по разным сторонам перекрёстка Орехового бульвара и улиц Мусы Джалиля и Ясеневой.
В конце 2011 года в центре зала станции построен переходной мостик, ведущий на станцию «Зябликово» Люблинско-Дмитровской линии метро, открывшуюся 2 декабря 2011 года. Со стороны «Красногвардейской» переход оборудован лифтом, со стороны «Зябликово» непосредственно на переходе лифта нет, он есть только на выходе через северный вестибюль, через который проходит пересадка. Из-за особенностей конфигурации вестибюля для прохода к этому лифту необходимо выйти за пределы оплаченной зоны и снова пройти через турникет.

## Техническая характеристика
Конструкция станции — односводчатая мелкого заложения (глубина заложения — 9 метров). Сооружена из монолитного железобетона. Свод выполнен в форме выразительных кессонов, составляющих 11 рядов вдоль оси станции.

## Оформление
Оформление станции, как и её название, посвящено теме Октябрьской революции. Путевые стены облицованы красным мрамором. Пол станции выложен серым гранитом. Зал станции освещается большими квадратными светильниками-торшерами, расставленными по оси станции. Торцы зала украшены барельефами работы Л. Л. Берлина на тему революции. Станция стала первым проектом архитектора Николая Шумакова, который попытался воспроизвести в рельефе свода знаменитый «парижский» стиль.
«Красногвардейская», наряду со станциями «Крылатское», «Коньково», «Воробьёвы горы», «Славянский бульвар» и «Текстильщики (БКЛ)», является станцией Московского метро, наименования которой расположены в центре зала, а не на путевых стенах. На «Красногвардейской» такой дизайн применили впервые в Московском метро.

## Путевое развитие
За станцией расположены два оборотных тупика, используемых для оборота и ночного отстоя составов, а также их технического обслуживания.
В сторону станции «Алма-Атинская» к главным путям «Красногвардейской» присоединяется однопутная соединительная ветвь от станции «Зябликово».
Также в сторону станции «Алма-Атинская» есть двухпутная соединительная ветвь с электродепо «Братеево».
«Красногвардейская» являлась конечной до 24 декабря 2012 года, когда линия продлена в район Братеево до станции «Алма-Атинская». После этой даты станция продолжает использоваться для оборота составов, поскольку не каждый поезд следует до «Алма-Атинской» из-за отсутствия на ней оборотных тупиков.

## Станция в цифрах
- Код станции — 020.
- Время открытия станции по чётным дням в 5 часов 35 минут, по нечётным — в 5 часов 50 минут; время закрытия станции для входа пассажиров в 1 час ночи[3].
- Пассажиропоток в 2010 году по входу составлял 78 000 человек/сутки, а по выходу — 77 500 человек. После открытия пересадки на станцию «Зябликово» Люблинско-Дмитровской линии пассажиропоток на станции снизился.
- Таблица времени прохождения первого поезда через станцию[4]:

| По чётным числам                  | Будние дни | Выходные дни |
| По нечётным числам                | Будние дни | Выходные дни |
| В сторону станции «Домодедовская» | 05:40:00   | 05:42:00     |
| В сторону станции «Домодедовская» | 05:54:00   | 05:57:00     |
| В сторону станции «Алма-Атинская» | 05:50:00   | 05:53:00     |
| В сторону станции «Алма-Атинская» | 05:48:00   | 05:53:00     |

## Галерея

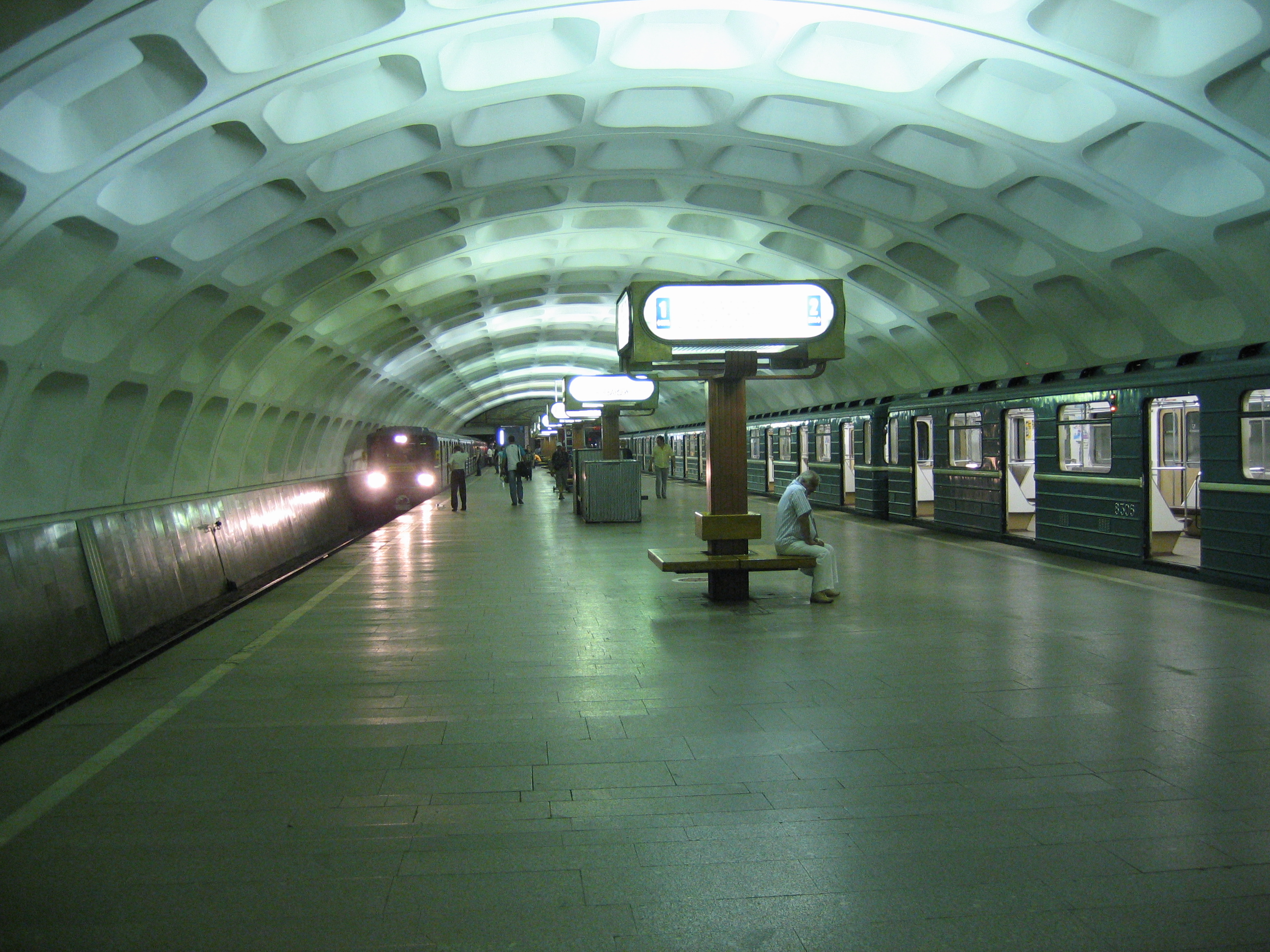
Центральный зал до строительства пересадки. 2007 год.
Барельеф «Вся власть совѣтамъ!». 8 ноября 2012 года.
Западный выход и барельеф «Пролетарии всех стран, соединяйтесь!». 1 мая 2022 года.

## Наземный общественный транспорт

### Городской
На этой станции можно пересесть на следующие маршруты городского пассажирского транспорта:
- Автобусы: м77, м78, м82, м86, с819, 828, 837, с848, с867, с894, 899, н5

### Областной
Остановки пригородных маршрутов располагаются рядом с выходом № 8.

### Междугородный и международный
У восточного вестибюля находится крупный международный автовокзал «Красногвардейский».